# Eois stellataria
Eois stellataria là một loài bướm đêm trong họ Geometridae.